# Església de la Mare de Déu del Niño Perdido
L'Església Parroquial de la Mare de Déu del Niño Perdido, a Les Alqueries, comarca de la Plana Baixa, és un temple catòlic situat al carrer Mossén Juan Miralles, 9 de l'esmentat municipi. Datat del segle xix, presenta una declaració genèrica com Bé de Rellevància Local segons la Disposició Addicional Cinquena de la Llei 5/2007, de 9 de febrer, de la Generalitat, de modificació de la Llei 4/1998, d'11 de juny, del Patrimoni Cultural Valencià (DOCV Núm. 5.449 / 13/02/2007), amb codi identificatiu com a Patrimoni de la Generalitat Valenciana nombre: 12.06.901-001.
El temple data del segle xix, i es va erigir sota l'ordre del rector Joan Miralles. De l'interior destaquen les pintures d'Antonio Marco.
Del seu exterior destaca la torre campanar, construïda entre 1854-56, és una torre de planta quadrada amb dues plantes que s'eleva des del lateral esquerre de la façana principal. El primer cos no es distingeix, per decoració, de la resta de la façana principal de la qual forma part. Per la seva banda el segon cos és el que correspon amb el de les campanes, que presenta quatre esferes de rellotges sota els buits en els quals s'insereixen les campanes. En el seu conjunt la torre campanar presenta una decoració molt senzilla que queda limitada a un parell de pilastres d'estil toscà. La rematada del campanar consisteix en una balustrada.